# 藤井知昭
藤井 知昭（ふじい ともあき、1932年6月16日 - 2023年3月24日）は、日本の音楽学者。文化・音楽評論家。位階は従四位。
国立民族学博物館名誉教授、総合研究大学院大学名誉教授。専攻は民族音楽学・音楽人類学・比較芸術学。

## 来歴・人物
京都府京都市生まれ。名古屋育ち。名古屋大学文学部哲学科卒業。
名城大学助教授を経て、国立民族学博物館助教授、教授、副館長。1996年3月退官、名誉教授。
また、1988年に国立の総合研究大学院大学文化科学研究科が設置されると、教授・比較文化学専攻長、文化科学研究科長を併任し、1996年3月退官、名誉教授。
その後は中部大学中部高等学術研究所副所長、教授を務めた。特任客員教授。
2006年、独立行政法人国立文化財機構「国立文化財機構アジア太平洋無形文化遺産研究センター（IRCI）」初代所長に就任し、2013年退官。
2023年3月24日、老衰（心不全）のため名古屋市内の病院で死去。90歳没。死没日付をもって従四位に叙された。

## 受賞歴・叙勲歴
- 1975年　芸術祭優秀賞（文化庁）
- 1984年　社会教育功労賞（第14回東海北陸社会教育委員研究大会）
- 1988年　AVA1988年グランプリ金賞(通産大臣賞)
- 1995年　CBC小嶋賞
- 2000年　第11回小泉文夫音楽賞
- 2005年　愛知県教育文化功労賞
- 2006年　文部科学大臣地域文化功労賞
- 2007年　名古屋市芸術賞　特賞
- 2014年　 瑞宝中綬章[5]

## 主な著作

### 単著
- 音楽以前（NHKブックス、1978年）
- 民族音楽の旅―音楽人類学の視点から（講談社現代選書、1980年）
- 『藤井知昭著作集』全25巻刊行（中日出版社）

### 共著
- 日本の音の文化（小島美子との共著 第一書房、1994年）

### 共編著
- 職能としての音楽（馬場雄司との共編 東京書籍、1990年）
- 現代と音楽（高橋昭弘との共編 東京書籍、1991年）
- 環境と音楽（山田陽一との共編 東京書籍、1991年）
- 民族音楽論（水野信男、山口修、櫻井哲男、塚田健一との共編 東京書籍、1998年）
- 音の万華鏡（岩井正浩との共編 岩田書院、2010年）